# Erastria cruentaria
Erastria cruentaria är en fjärilsart som beskrevs av Jacob Hübner 1776-1799. Erastria cruentaria ingår i släktet Erastria och familjen mätare. Inga underarter finns listade i Catalogue of Life.